# Risa Shimizu
Risa Shimizu (清水 梨紗, Shimizu Risa, Hyogo, 15 juni 1996) is een Japans voetbalster die als verdediger speelt bij Nippon TV Beleza.

## Carrière

### Clubcarrière
Shimizu begon haar carrière in 2013 bij Nippon TV Beleza. Met deze club werd zij in 2015, 2016, 2017 en 2018 kampioen van Japan.

### Interlandcarrière
Shimizu nam met het Japans nationale elftal O17 deel aan het WK onder 17 in 2012.
Shimizu maakte op 28 februari 2018 haar debuut in het Japans vrouwenvoetbalelftal tijdens een wedstrijd om de Algarve Cup tegen Nederland. Zij nam met het Japans elftal deel aan het Aziatisch kampioenschap 2018 en de Aziatische Spelen 2018. Japan behaalde goud op het Aziatisch kampioenschap en de Aziatische Spelen. Ze heeft 23 interlands voor het Japanse elftal gespeeld.

## Statistieken
| Japans vrouwenvoetbalelftal | Japans vrouwenvoetbalelftal | Japans vrouwenvoetbalelftal |
| Jaar                        | Wed.                        | Dlp.                        |
| --------------------------- | --------------------------- | --------------------------- |
| 2018                        | 19                          | 0                           |
| 2019                        | 12                          | 0                           |
| Totaal                      | 31                          | 0                           |